# Un hivern a la platja
Un hivern a la platja (títol original en anglès, Stuck in Love) és una pel·lícula de comèdia romàntica i dramàtica estatunidenca del 2012 escrita i dirigida per Josh Boone en el seu debut com a director. La pel·lícula independent és protagonitzada per Jennifer Connelly, Greg Kinnear, Lily Collins, Nat Wolff i Logan Lerman. Se centra en les complicades relacions entre un novel·lista d'èxit, interpretat per Kinnear, la seva exdona (Connelly), la seva filla universitària (Collins) i el seu fill adolescent (Wolff). La pel·lícula es va estrenar en una selecció de cinemes als Estats Units el 5 de juliol de 2013. S'ha doblat i subtitulat al català.

## Repartiment
- Greg Kinnear com a Bill Borgens
- Jennifer Connelly com a Erica
- Lily Collins com a Samantha Borgens
- Logan Lerman com a Louis
- Nat Wolff com a Rusty Borgens
- Kristen Bell com a Tricia Walcott
- Liana Liberato com a Kate
- Stephen King com ell mateix (només veu)
- Spencer Breslin com a Jason
- Patrick Schwarzenegger com a Glen
- Rusty Joiner com a Martin